# Vesicularia flaccida
Vesicularia flaccida är en bladmossart som beskrevs av Iwatsuki 1963. Vesicularia flaccida ingår i släktet Vesicularia och familjen Hypnaceae. Inga underarter finns listade i Catalogue of Life.